# Війна Риму з альбанами
Війна Риму з Альба-Лонгою (бл. VIII - VII ст. до н. е.) – ряд військових дій між римлянами, на чолі із третім царем Риму Туллом Гостілієм, та містом Альба-Лонга, що закінчилися перемогою римлян і підкоренням ними альбанів.

## Передумови
Після смерті Нуми Помпілія, другого царя Риму, що уславився своїми реформами та розбудовою міста, на зміну йому було обрано Тулла Гостілія, який прославився своєю войовничістю. Новий цар відразу ж почав шукати привід щоб розпочати війну, бо вважав, що без війн держава старіє. Сталось так, що римські селяни викрали у альбанів худобу, ті у свою чергу – в римлян. Тому з обох сторін було відправлено послів щоб вимагати відшкодування втрат. При цьому Тулл наказав своїм послам йти до цілі, ні на що не відволікаючись, а сам, в свою чергу гостинно зустрів альбанських послів і затримував їх як міг. В цей час римські посли першими зажадали  відшкодування і першими отримали відмову. Вони оголосили жителям Альба-Лонги війну, що повинна була розпочатися через тридцять днів. Тоді Тулл викликає послів, зі словами, чия сторона першою відіслала послів, на того нехай і впадуть всі лиха війни.

## Перша війна з жителями Альба-Лонги
Жителі Альба-Лонги першими вдерлися на римську територію і розбили табір в п’яти милях від Риму, обвівши його ровом. В таборі помирає альбанський цар Клуілій, диктатором було обрано Меттія Фуфетія. Тим часом Тулл Гостілій минувши їхній табір веде військо на Альба-Лонгу, що змусило тих покинути табір. Війська шикуються один навпроти одного і вожді виходять в середину для переговорів. За порадо Меттія, Тулл погодився вирішити війну іншим шляхом, щоб не привертати великою битвою уваги етрусків. В той час в обох станах було по троє братів-близнюків рівних за віком та силою - Горації та Куріації, які погодилися втупити в бій, кожен за своїх, тому між римлянами та альбанами було домовлено, чиї брати переможуть, той народ і буде мирно володарювати над іншим. Тому після перемоги римляни за взаємною згодою, почали правити Альбою.

## Друга війна з жителями Альба-Лонги
Незважаючи на домовленість, мир альбанами тривав недовго. Меттій Фуфетій почав шукати нові шляхи, щоб розпочати війну. Він намовляє жителів Фіден, які були під владою Риму, розпочати війну, обіцяючи перейти на їх сторону. Також він намовляє  жителів Вейїв. Тоді Тулл становить римське військо проти веєнтів, а альбанське проти фіденів. Проте Меттій Фуфетій же мав новий замисел: перейти на ту сторону, яка буде перемагати, тому він веде своє військо в гори. Дізнавшись про це, Тулл виголошує промову, в якій говорить, що сам посилає альбанів в обхід. Римляни перемагають вейєнтів, фіденати побачивши це повертаються в своє поселення. Тоді альбанське військо, будучи глядачем битви повертається назад, Меттій вітає Тулла з перемогою. Наступного ранку Тулл наказує скликати зібрання обох військ. Альбани почувши першими збираються попереду, щоб послухати промову римського царя, а римські воїни стають навколо них. Знаючи задуми Меттія, Тулл розкриває всім, що Меттій – той, хто розпочав війну. Тому того було вбито (розірвано кіньми), як приклад того, що буде зі зрадниками. Все альбанське населення було переселено в Рим, а їхнє місто зруйновано.